# Wolfgang Späte
Wolfgang Späte (* 8. September 1911 in Podersam, andere Quellen Dresden; † 30. April 1997 in Edewecht) war ein Jagdflieger der Luftwaffe im Zweiten Weltkrieg und Testpilot.

## Leben
Wolfgang Späte wurde 1911 als Sohn des Rittergutsbesitzers und Oberinspektors Kurt Erich Späte (1878–1968) und dessen Ehefrau Sophie Aline Julie geb. Sieverts (1883–?) geboren. Die Eltern stammten aus Dresden. Seine Jugend verbrachte er in Podersam, wo er auch die Schule besuchte.
Späte galt früh als talentierter Segelflieger. Er studierte an der Technischen Hochschule Darmstadt und wurde anschließend Erprobungs- und Versuchsflieger bei der Deutschen Forschungsanstalt für Segelflug. Im Jahre 1938 gewann er den 19. Rhön-Segelflugwettbewerb auf einem nach Plänen von Heini Dittmar selbstgebauten Condor I. Hierfür entwickelte er eine eigene Sollfahrt-Theorie ähnlich der später gebräuchlichen von Paul MacCready.
Ab September 1939 war er als Leutnant Flugzeugführer bei den Heeres-Aufklärungsfliegern und flog die Henschel Hs 126.
Ab Januar 1941 wechselte er als Oberleutnant zur Luftwaffe in das Jagdgeschwader 54 (JG 54). In diesem Geschwader blieb er mit Unterbrechung bis zum September 1944, unter anderem als Staffelkapitän und ab Mai 1944 als Gruppenkommandeur der mit der Focke-Wulf Fw 190 neu ausgerüsteten IV. Gruppe.
Späte war der erste Luftwaffenpilot, der am 17. April 1943 die Messerschmitt Me 262 flog. Er berichtete begeistert dem General der Jagdflieger Adolf Galland davon, der sich kurz darauf selbst von deren Flugleistungen überzeugte.
Späte wurde Mitte 1943 von Galland abkommandiert, um die Truppenerprobung des Raketenjägers Me 163 zu organisieren. Er schuf als Leiter des Erprobungskommandos 16 die Grundlagen für die Infrastruktur, die für den Einsatz dieses Musters notwendig waren, wählte einen Grundstock an Piloten und geeigneten Einsatzplätzen und koordinierte die Zusammenarbeit der einzelnen Zulieferer wie der HWK (Hellmuth Walter-Werke Kiel), Messerschmitt und Klemm. Zusammen mit Rudolf Opitz hatte er die Truppenerprobung der Me 163 durchzuführen und er führte als erfahrener Jagdflieger auch den ersten Einsatzflug durch.
Mitte 1944 wurde er wieder zum JG 54 kommandiert, um dort eine Gruppe des Geschwaders zu führen. Er errang 99 Luftsiege und wurde zweimal abgeschossen.
Am 8. September 1944 wechselte er endgültig, inzwischen als Major, zur I. Gruppe des Jagdgeschwaders 400. In den letzten Kriegswochen wechselte er mit den erfahrensten Piloten des JG 400 zum JG 7 und flog dort die Me 262. Dort erlebte er auch das Kriegsende.
Nachdem er 1956 in die neugegründete Luftwaffe eintrat, war er Inspizient Flugsicherheit. 1967 ging er als Oberstleutnant in den Ruhestand. Sein Buch „Testpiloten“, bei dem er sowohl Herausgeber als auch Autor war, wurde auch ins Englische übersetzt.

## Auszeichnungen
Späte war Träger des Ritterkreuz des Eisernen Kreuzes mit Eichenlaub.

## Autorenschaft
- Wolfgang Späte, Kurt Zwickau, Georg Wollé, Helmut Roloff: Testpiloten. Hrsg.: Wolfgang Späte. Aviatic Verlag, Oberhaching 1993, ISBN 978-3-925505-23-2.
- Wolfgang Späte: Der streng geheime Vogel Me 163. Ihre Piloten, ihre Konstrukteure, ihre Einsätze. Verlag für Wehrwissenschaften, München 1983, ISBN 3-89555-142-2.